# Ешенбах (Виртемберг)
Ешенбах (њем. Eschenbach) општина је у њемачкој савезној држави Баден-Виртемберг. Једно је од 38 општинских средишта округа Гепинген. Према процјени из 2010. у општини је живјело 2.211 становника. Посједује регионалну шифру (AGS) 8117020.

## Географски и демографски подаци
Ешенбах се налази у савезној држави Баден-Виртемберг у округу Гепинген. Општина се налази на надморској висини од 458 метара. Површина општине износи 4,8 km². У самом мјесту је, према процјени из 2010. године, живјело 2.211 становника. Просјечна густина становништва износи 461 становника/km².